# Национальная библиотека медицины США
Национальная библиотека медицины США (NLM) — самая большая медицинская библиотека в мире, основанная в 1836 году.
Расположена в Бетесда (штат Мэриленд, США)  и является одним из учреждений Национальных институтов здоровья (NIH). NLM координирует работу 6000 медицинских библиотек, которые расположены на территории США. Проводит большую научную работу в области биомедицинских информационных технологий, в том числе создание баз данных и сайтов, которые находятся в открытом доступе.
Национальный центр биотехнологической информации (NCBI) является подразделением NLM и также работает над рядом научных проектов.

## Основные проекты NLM и NCBI
- MEDLINE — библиографическая база статей по медицине и биологии
- PubMed —  база данных медицинских и биологических публикаций
- PubMed Central — база данных полнотекстовых медицинских и биологических публикаций
- MESH — контролируемый словарь, тезаурус
- UMLS — унифицированный язык медицинских систем
- GenBank — база данных содержащая аннотированные последовательности ДНК и РНК
- BLAST — система для поиска гомологов белков или нуклеиновых кислот
- Visible Human Project — цифровые изображения нормальной анатомии
- PubChem — база данных химических соединений
- TOXNET — база данных по токсикологии

## Проекты с информацией о лекарственных средствах
- DailyMed  — доступ к официальным инструкциям по применению лекарственных препаратов
- Pillbox — идентификация лекарственных средств в твёрдой форме. Проект закрыт.[7]

- Drug Information Portal — портал с информацией о лекарствах[8]

## Проекты для широкого круга пользователей
- MedlinePlus —  веб-сайт с медицинской информацией.
- ClinicalTrials.gov[англ.] — веб-сайт с информацией о клинических испытаниях (ClinicalTrials.gov).